# Чарушин, Николай Аполлонович
Никола́й Аполло́нович Чару́шин (23 декабря 1851 (4 января 1852) — 6 марта 1937) — русский литератор, издатель и фотограф, народник, член БОП (Большого общества пропаганды), позже социалист.

## Биография
Отец Николая был письмоводителем Окружного управления, мать (Юферева, Екатерина Львовна, род. около 1820) происходила из разорившейся купеческой семьи Юферевых. Обучался в приходском и уездном училищах, в 1862 году определён родителями в 1-й класс Вятской гимназии. После окончания в 1871 году гимназии получил возможность на земскую стипендию продолжать обучение в Санкт-Петербургском технологическом институте, которое осталось незаконченным. В октябре этого же года через Н. К. Лопатина ему было предложено стать членом кружка «чайковцев» и с декабря начал пропаганду среди рабочих Санкт-Петербурга.
5 января 1874 года был арестован и заключён в секретную камеру Литовского замка, затем в Петропавловскую крепость. За четыре года заключения получил всего одно свидание с братом — в конце 1877 года. 12 февраля 1878 года в церкви Дома предварительного заключения обвенчался с соратницей — А. Д. Кувшинской.

### Каторга
В мае 1878 года на Процессе ста девяноста трёх приговорён к 9 годам каторги. Был одним из обратившихся с «революционным завещанием»: «идти с прежней энергией и удвоенною бодростью к той святой цели, из-за которой мы подверглись преследованиям и ради которой готовы бороться и страдать до последнего вздоха». По дороге на каторгу заболел тифом, в Иркутскую тюрьму привезён в бессознательном состоянии. После выздоровления отправлен вместе с женой в Нижне-Карийскую тюрьму.
Весной 1879 года вышел в вольную команду, работал табельщиком горного ведомства. 1 января 1881 года вольные команды были отменены и Чарушина вернули в тюрьму, где он принимал участие в издании журналов «Кара» и «Кара и Кукиш».

### Ссылка

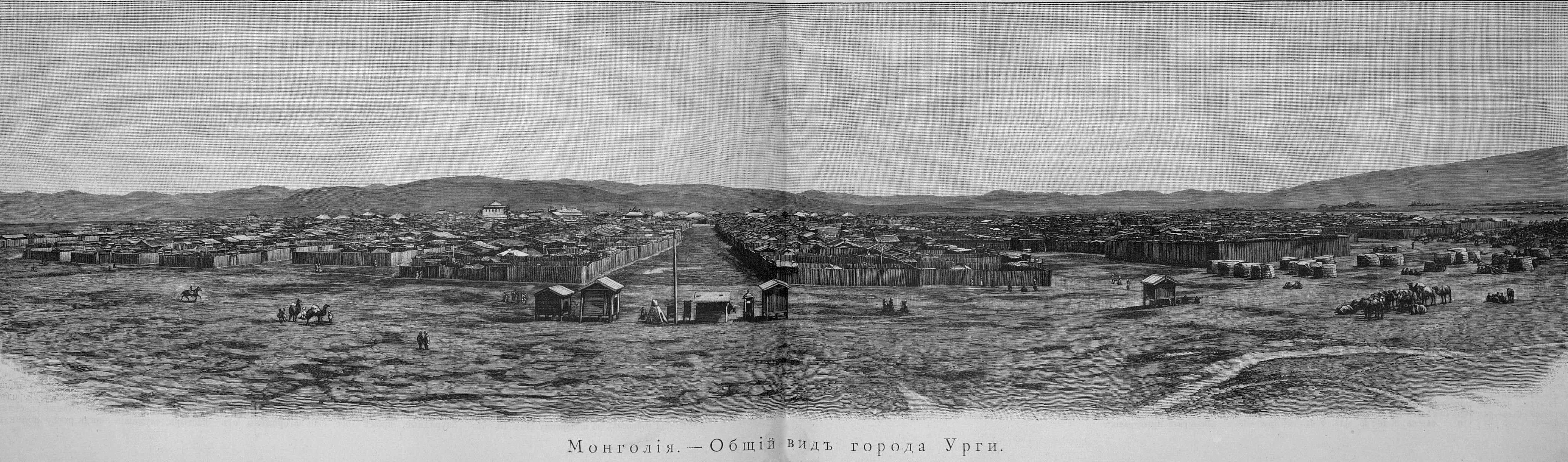
Панорама Урги, 1888 год, гравюра с фотографии Н. А. Чарушина

В апреле 1881 года вместе с женой и дочерью вышел на поселение.
В 1882 году переселился в Нерчинск, где занимался обучением детей и фотографией в лаборатории А. К. Кузнецова. В 1886 году, в том числе для того, чтобы не составлять конкуренцию Кузнецову, переехал с семьей в Троицкосавск, где основал свою фотостудию, совместно с другими ссыльными открыл библиотеку, этнографический музей и отделение Русского географического общества.
В 1888 году в экспедиции Г. Н. Потанина посетил столицу Монголии Ургу, откуда вывез богатую коллекцию снимков монголов.
В августе 1895 года по разрешению властей выехал в Вятку.

### После ссылки
В Вятке работал страховым агентом в губернском земстве.
В 1905 году организовал «Вятский демократический Союз», который в 1906 году слился с партией народных социалистов. Участвовал в создании Всероссийского крестьянского союза в 1905—1907 годах. Издавал газеты «Вятская жизнь», «Вятский край» и «Вятская речь».
После октябрьской революции 1917 года вошёл в состав Совета верховного управления губернией, который заявил о непризнании власти большевиков и о выделении Вятской губернии в самостоятельную республику. Арестован 22 октября 1918 года. Осуждён 14 декабря 1918 года Вятской ГубЧК. Дело было прекращено за отсутствием состава преступления, из-под стражи освобождён. Повторно арестован, затем выпущен на поруки. С ноября 1922 года Чарушин — член Общества политкаторжан и ссыльнопереселенцев.
Занимался литературной работой, был заведующим отделением Вятской научной библиотеки им. А. И. Герцена.

### Семья
- Брат — архитектор И. А. Чарушин, племянник — художник Евгений Чарушин.
- Брат — Чарушин Аркадий Аполлонович (1856—1922) — чиновник, публицист. Родился в г. Орлове Вятской губернии, окончил Вятскую гимназию и Санкт-Петербургский университет. Заведовал переселенческим отделом Томской губернии (1888), чиновник особых поручений при переселенческом управлении МВД (1897, 1910). С 1912 года — в Департаменте государственных земельных имуществ. По делам службы ездил в северные губернии, в Сибирь. Автор очерков о народном быте и нравах. Написал автобиографический рассказ «Братья Уржумовы» (напечатан в «Каторге и ссылке»).
- Первая жена, c 1878 по 1909 г. — Анна Дмитриевна Кувшинская (1851, с. Кокшага Яранского уезда — 1909, Богословское кладбище), слушательница Женских медицинских курсов, участница кружка чайковцев, осуждённая по Процессу ста девяноста трёх[3]. Венчание проходило в тюремной церкви дома предварительного заключения в Санкт-Петербурге в 1878 г.
  - Сын — Леонид Николаевич Чарушин (1883, Троицкосавск — 1903), студент Горного института, погиб в августе 1903 в Бакинской степи на Кавказе в геологической экспедиции;
  - Сын — Владимир Николаевич Чарушин (1890, Троицкосавск — 1952, Красноярский край), агроном. Окончил Московский сельскохозяйственный институт. В 1919 г. в Вятке женился на жительнице Петрограда Ольге Сеевне Николаевой (р. 1897). Был арестован в 1938 году по обвинению в связях с антисоветской подпольной организацией, приговорен к расстрелу, однако определением комиссии по уголовным делам Верховного суда СССР высшая мера была заменена на десять лет лишения свободы. Умер в ссылке в Красноярском крае в 1952 году.
- Вторая жена, с 1932 г. (1918 г.) — Ольга Михайловна Кошкарева (1889—?), экономист. Регистрация брака прошла 1 марта 1932 г. в Вятке (как указано в акте: «фактически в браке с 1918 г.»)[4].

## Сочинения
- Чарушин Н. А. О далеком прошлом: Ч. 1-2. — М., 1926. — 222 с.